# Chicacao
Chicacao est une ville du Guatemala dans le département de Suchitepéquez.